# Tillandsia 'Tamaree'
Tillandsia 'Tamaree' es un cultivar híbrido del género Tillandsia perteneciente a la familia Bromeliaceae.
Es un híbrido creado en el año 1995 con la especie Tillandsia stricta & Tillandsia edithae.